# James J. Jeffries
Jim Jeffries (* 15. April 1875 in Carroll, Ohio; † 3. März 1953 in Burbank, Kalifornien) war ein US-amerikanischer Boxer und Schwergewichtsweltmeister.

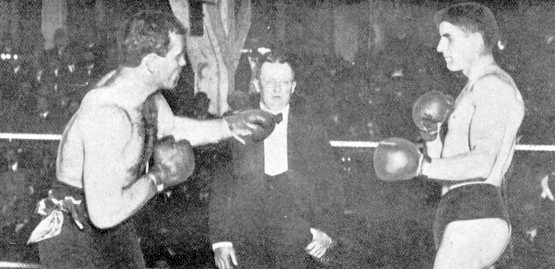
J. Jeffries vs Jim Corbett 1903

Jeffries war der Sohn von Alexis Jeffries, einem Farmer und Priester, und Rebecca Boyer Jeffries.
Weltmeister im Schwergewicht im Boxen wurde er am 9. Juni 1899 gegen Bob Fitzsimmons durch K. o. in Runde 11. Er wog zum Zeitpunkt des Titelgewinns ungefähr 94 Kilogramm, Fitzsimmons circa 78.
Am 13. Mai 1905 beendete Jeffries seine Karriere und gab den Titel des World Heavyweight Champions damit ab. Bei dem Kampf um seine Nachfolge – Marvin Hart gegen Jack Root in Reno (Nevada) – am 3. Juli 1905 war er der Ringrichter.
Er wurde von der damaligen Sportpresse zur „Great White Hope“ gegen Jack Johnson hochgespielt, als dieser Weltmeister durch den Sieg gegen Tommy Burns geworden war. Jeffries trat allerdings damals nicht an, da es ob der Rassentrennung nicht üblich war, weiße gegen schwarze Sportler kämpfen zu lassen. Er verweigerte Johnson den offiziellen Titelkampf.

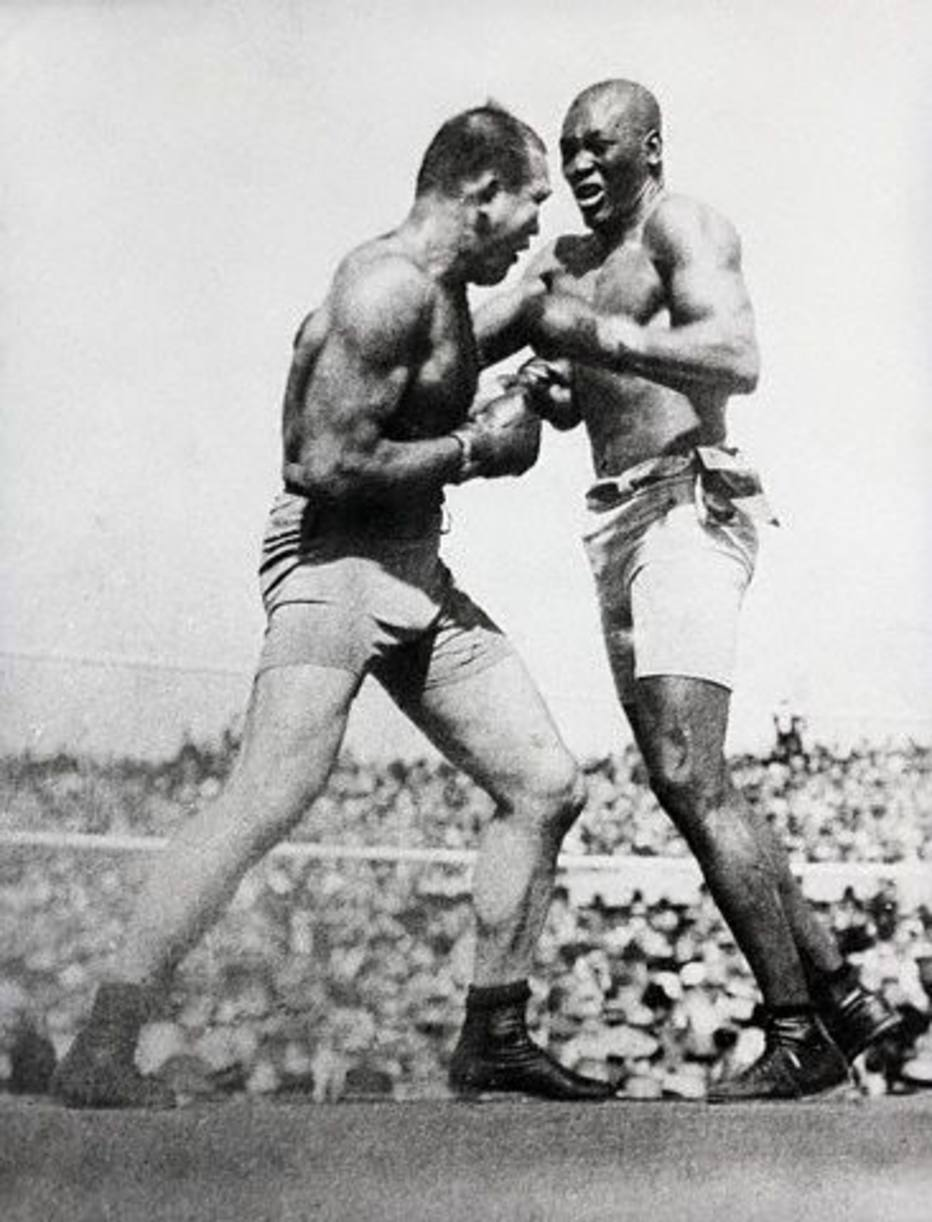
Johnson vs Jeffries 4. Juli 1910 in Reno, Nevada

Jack London ermutigte Jeffries nach dem Titelgewinn Johnsons 1909 mit den Worten „it's up to you, Jim“, um ihn zum Kampf gegen den rassistisch diffamierten Champion aufzufordern.
Im Jahr 1910 trat er, der sich seit Jahren nur noch der Farmerei widmete, dann doch noch gegen Jack Johnson um die Weltmeisterschaft an und verlor in der 14. Runde durch Abbruch, als seine Sekundanten das Handtuch warfen. Nach 6 Jahren Ringabstinenz war er nicht mehr in Form; dies war seine einzige Niederlage. Für den Kampf hatte Jeffries sein „Ruhestandsgewicht“ um 45 kg reduzieren müssen. Seine Gage betrug 100.000 Dollar.
Im Jahr 1990 wurde Jeffries in die International Boxing Hall of Fame aufgenommen.

## Liste der Profikämpfe
| 19 Siege (16 K.-o.-Siege), 1 Niederlagen, 2 Unentschieden |               |                                                        |                                                  |                               |
| Jahr                                                      | Tag           | Ort                                                    | Gegner                                           | Ergebnis für Jeffries         |
| 1895                                                      | 29. Oktober   | Los Angeles Athletic Club, Los Angeles, USA            | Hank Lorraine                                    | Sieg / KO 2. Runde            |
| 1896                                                      | 2. Juli       | Occidental Athletic Club, San Francisco, USA           | Dan Long                                         | Sieg / TKO 2. Runde           |
| 1896                                                      | 1. Dezember   | Los Angeles, Kalifornien, USA                          | Hank Griffin                                     | Sieg / KO 14. Runde           |
| 1897                                                      | 9. April      | National Athletic Club, San Francisco, USA             | Theodore Van Buskirk                             | Sieg / KO 2. Runde            |
| 1897                                                      | 18. Mai       | Olympic Athletic Club, San Francisco, USA              | Henry Baker                                      | Sieg / TKO 9. Runde           |
| 1897                                                      | 16. Juli      | San Francisco Mechanics’ Institute, San Francisco, USA | Gus Ruhlin                                       | Unentschieden / 20 Runden     |
| 1897                                                      | 25. August    | Hazard's Pavilion, Los Angeles, USA                    | Dan Long                                         | Ungültig / Abbruch in Runde 6 |
| 1897                                                      | 30. November  | National Athletic Club, San Francisco, USA             | Joe Choynski                                     | Unentschieden / 20 Runden     |
| 1898                                                      | 28. Februar   | Hazard's Pavilion, Los Angeles, USA                    | Joe Goddard                                      | Sieg / TKO 4. Runde           |
| 1898                                                      | 22. März      | Woodward's Pavilion, San Francisco, USA                | Peter Jackson                                    | Sieg / TKO 3. Runde           |
| 1898                                                      | 22. April     | Olympic Athletic Club, San Francisco, USA              | Mexican Pete Everett                             | Sieg / TKO 3. Runde           |
| 1898                                                      | 6. Mai        | San Francisco Mechanics’ Institute, San Francisco, USA | Tom Sharkey                                      | Punktsieg / 20 Runden         |
| 1898                                                      | 5. August     | Lenox Athletic Club, New York, USA                     | Bob Armstrong                                    | Punktsieg / 10 Runden         |
| 1899                                                      | 9. Juni       | Coney Island Athletic Club, New York, USA              | Bob Fitzsimmons Schwergewicht-Weltmeisterschaft  | Sieg / KO 11. Runde           |
| 1899                                                      | 3. November   | Coney Island Athletic Club, New York, USA              | Tom Sharkey Schwergewicht-Titelverteidigung      | Punktsieg / 25 Runden         |
| 1900                                                      | 6. April      | Cadillac Athletic Club, Detroit, USA                   | John Finnegan Schwergewicht-Titelverteidigung    | Sieg / KO 1. Runde            |
| 1900                                                      | 11. Mai       | Seaside Athletic Club, Coney Island, USA               | James J. Corbett Schwergewicht-Titelverteidigung | Sieg / KO 23. Runde           |
| 1901                                                      | 17. September | Hazard's Pavilion, Los Angeles, USA                    | Hank Griffin                                     | Ungültig / Abbruch in Runde 4 |
| 1901                                                      | 24. September | Reliance Athletic Club, Oakland, USA                   | Joe Kennedy                                      | Sieg / KO 2. Runde            |
| 1901                                                      | 15. November  | San Francisco Mechanics’ Institute, San Francisco, USA | Gus Ruhlin Schwergewicht-Titelverteidigung       | Sieg / Aufgabe 6. Runde       |
| 1902                                                      | 25. Juli      | San Francisco Athletic Club, San Francisco, USA        | Bob Fitzsimmons Schwergewicht-Titelverteidigung  | Sieg / KO 8. Runde            |
| 1903                                                      | 14. August    | San Francisco Mechanics’ Institute, San Francisco, USA | James J. Corbett Schwergewicht-Titelverteidigung | Sieg / TKO 10. Runde          |
| 1904                                                      | 26. August    | San Francisco Mechanics’ Institute, San Francisco, USA | Jack Munroe Schwergewicht-Titelverteidigung      | Sieg / TKO 2. Runde           |
| 1910                                                      | 4. Juli       | Reno, Nevada, USA                                      | Jack Johnson Schwergewicht-Weltmeisterschaft     | Niederlage / TKO 15. Runde    |
| Quelle: James J. Jeffries in der BoxRec-Datenbank         |               |                                                        |                                                  |                               |